# Teolocholco
Teolocholco là một đô thị thuộc bang Tlaxcala, México. Năm 2005, dân số của đô thị này là 19435 người.